# Tarsoporosus
Genre
Tarsoporosus est un genre de scorpions de la famille des Diplocentridae.

## Distribution
Les espèces de ce genre se rencontrent au Venezuela et en Colombie.

## Liste des espèces
Selon The Scorpion Files (24/12/2022) :
- Tarsoporosus anchicaya Lourenço & Flórez, 1990
- Tarsoporosus flavus (González-Sponga, 1984)
- Tarsoporosus kugleri (Schenkel, 1932)
- Tarsoporosus macuira Teruel & Roncallo, 2007
- Tarsoporosus tizopedrosoi Bedoya-Roqueme & Lira, 2022
- Tarsoporosus yustizi (González-Sponga, 1984)

## Systématique et taxinomie
Ce genre a été décrit par Francke en 1978 dans les Diplocentridae.

## Publication originale
- Francke, 1978 : « Systematic revision of diplocentrid scorpions (Diplocentridae) from Circum-Caribbean Lands. » Special Publications of the Texas Tech University, vol. 14, p. 1–92 (texte intégral).